# Canal de la Neste
Der Canal de la Neste ist ein Bewässerungskanal in Frankreich, der im Département Hautes-Pyrénées in der Region Okzitanien verläuft. Er entsteht durch eine Abzweigung mit Wasserentnahme aus dem Fluss Neste d’Aure beim Ort Beyrède, im Gemeindegebiet von Beyrède-Jumet-Camous und verläuft zunächst parallel zum Fluss am linken Flussufer. Bei La Barthe-de-Neste verlässt er die Fließrichtung des Flusses, wendet sich über Nord nach Nordwest, durchquert die südlichen Vororte der Stadt Lannemezan und mündet nach insgesamt rund 32 Kilometern im Gemeindegebiet von Capvern in den Canal du Bouès. Im Oberlauf begleitet den Kanal die aufgelassene Bahnstrecke von Lannemezan nach Arreau-Cadéac, im Großraum von Lannemezan verläuft der Kanal entlang der Bahnstrecke Toulouse–Bayonne und quert auch die Autobahn A64.

## Orte am Kanal
(Reihenfolge in Fließrichtung)
- Beyrède, Gemeinde Beyrède-Jumet-Camous
- Sarrancolin
- Rebouc, Gemeinde Hèches
- Hèches
- Lortet
- La Barthe-de-Neste
- Lannemezan
- Capvern

## Zweck des Kanals
Die Stadt Lannemezan liegt am gleichnamigen Plateau von Lannemezan, am Fuße der Pyrenäen. Das Gebiet ist reich an Wasserquellen, es entspringt hier eine Vielzahl von Flüssen und Bächen. Da die Flüsse in Trockenperioden jedoch häufig an geringer Wasserführung leiden, was für die durchquerten Gebiete für einen enormen Mangel an Trink- und Nutzwasser sorgen würde, werden sie über ein ausgeklügeltes Kanalsystem künstlich bewässert. Dabei dient der Canal de la Neste als eine Art Ringverteiler, von dem wieder andere Kanäle und Bewässerungsgräben abzweigen und so eine große Anzahl von Flüssen mit zusätzlichem Wasser versorgen.
Die überwiegende Anzahl der betroffenen Flüsse entwässert zur Garonne, lediglich der Fluss Bouès, der durch die Anbindung des Canal du Bouès (11 km lang) ebenfalls an der Wasserdotierung angeschlossen ist, entwässert zum Adour.

### Versorgte Flüsse
Für folgende Flüsse erfolgt eine künstliche Bewässerung durch den Canal de la Neste:

(entweder durch direkten Zufluss oder über weitere Kanalverbindungen)
- Save
  - Lavet
  - Louge
    - Noue
- Gimone
  - Seygouade
  - Gesse
  - Arrats
- Gers
  - Sole
- Galavette
- Petite Baïse
- Baïse Darré
- Baïsole
- Baïse
- Canal du Bouès
  - Bouès

## Geschichte
Die Errichtung des Kanal erfolgte in den Jahren 1848 bis 1862. Kurz danach wurde damit begonnen, im Quellgebiet der Neste d’Aure mehrere Speicherseen, wie zum Beispiel den Lac d’Orédon und den Lac d’Aubert anzulegen, um in den Trockenperioden die Wasserversorgung sicherzustellen. Die ursprüngliche Durchflussmenge im Canal de la Neste von 7 m³/s betrug im Jahre 1950 bereits 14 m³/s. Da im Laufe der Zeit ein Großteil diese Speicherseen für die Erzeugung von elektrischem Strom umgerüstet wurde und keine Einigung mit den verschiedenen Betreiberfirmen gefunden werden konnte, wurde das Bewässerungskonzept vom Staat im Jahr 1990 der Compagnie d’Aménagement des Coteaux de Gascogne (CACG) übergeben, die es unter dem Namen „System Neste“ überarbeitet hat und seither in den weiter abwärts befindlichen größeren Flüssen, die bereits vom Canal de Neste dotiert werden, zusätzliche Speicherseen errichtet hat (z. B. Lac de Puydarrieux am Fluss Baïsole, Lac de la Gimone an der Gimone und Lac d’Astarac am Arrats).